# Blue October
Blue October (МФА:[ˈblu: ɒkˈtəʊbə], в пер.с англ. — Печальный октябрь) — американская группа из Хьюстона, штат Техас, играющая в стиле альтернативный рок. Группа создана в 1995 году и в настоящее время её коллектив составляют Джастин Фёрстенфелд (ведущий солист, ритм-гитара), Джереми Фёрстенфелд (барабаны, перкуссия), Райан Делахуси (скрипка, виолончель, мандолина, фортепиано, бэк-вокал), Мэтт Новески (бас-гитара, бэк-вокал) и Уилл Наак (гитара).

## История

### Создание группы
В 1995 году музыкант из Техаса Джастин Фёрстенфелд покинул студенческую группу The Last Wish. Группа достигла локального успеха, выпустила два альбома и записывала третий. К тому моменту Джастин разделил процесс написания песен с другими участниками группы, что постепенно разочаровало его. Его выгнали после собрания родителей участников группы, которые были напуганы его новой песней «Black Orchid». Он ушёл из группы, забрав с собой 4 песни, которые были очень важны для него.
Вскоре он вместе с другом, с которыми познакомился в колледже High School for the Performing and Visual Arts (HSPVA), скрипачом Райаном Делахуси, основывают группу, позднее названную «Blue October». Когда за неделю до первого выступления группы у них ещё не было барабанщика, Джастин предложил сыграть на барабанах своему брату — Джереми, который никогда ранее не играл. С тех пор место перед ударными оставалось именно за ним. Басистку Лиз Маллалай Райан встретил в ресторане Auntie Pasto, где в тот момент работал. Однажды вечером она решила там поужинать и между ними завязался разговор, который быстро превратился в предложение присоединиться к группе. На тот момент она стала самой старшей участницей группы. Свободная комната в её просторном доме в Хьюстоне стала первым репетиционным местом для «Blue October».
Джастин и Райан планировали переехать в Остин, однако, привыкший к сельской жизни Джереми убедил их остаться в Сан Маркосе. Джастин Фёрстенфелд приступил к написанию песен. Он и Райан Делахуси иногда находили время между работой для выступлений дуэтом. Все трое постоянно ездили из Сан Маркоса в Хьюстон для репетиций с Лиз, изредка давая там концерты.

### Происхождение названия
Основной версией происхождения названия является кратковременное пребывание Джастина в госпитале, которое случилось однажды в октябре. В одном из интервью Джастин вспоминает как во время работы в госпитале для лечения психических проблем ему самому пришлось пройти лечение там. Когда он вышел из больницы, то понял, что он должен сделать что-то позитивное с этой депрессией. 
Ещё один рассказ говорит о том, что в тот период Джастин очень устал от отношений, которые закончились в тот период. Очень устал от наркотиков, которые тогда принимал. Похожие ситуации были и у других участников группы. Они поняли, что пришло время что-то менять. Оздоровить свою жизнь и вырасти. Это был месяц самореализации и внутреннего роста. Когда они начали обсуждать название, кто-то предложил «Blue October» и остальные посчитали, что это название отлично подходит. Позже, название наложило отпечаток и на музыку, которую играет группа.
В другом интервью Джастин рассказал, что в тот период они активно употребляли наркотики, потому что думали, что это и есть музыка. Его кумирами тогда были Курт Кобейн и Эллиотт Смит, один из которых закончил свой путь самоубийством и оба сидели на наркотиках. Джастин сходил с ума от наркотиков в 20 лет, а в октябре того года понял, что должен очиститься и начать делать что-то положительное. Октябрь 1995 года был для него ужасным месяцем. Это был один из тех месяцев, когда понимаешь, что пора собраться, изменить всё или у тебя уже ничего не получится. Это был период душевных поисков, выражения их в поэзии и вдохновения. Он выбрал октябрь месяцем для внутреннего роста и поэтому назвал группу «Blue October». Это был самый печальный месяц в его жизни, но он стал отправной точкой. С тех пор его жизнь круто изменилась.
Когда о названии спросили Мэтта, он ответил, что в тот месяц, когда образовалась группа, произошло что-то очень неприятное и «blue» (синий) был цветом, в который была окрашена картина того месяца. Сам Мэтт присоединился к группе позже, когда название уже прижилось. 
По иронии судьбы, октябрь стал месяцем, в который всегда происходит множество различных событий с группой.

### The Answers
Осенью 1997 года начался процесс записи дебютного альбома, который получил название The Answers. Запись проходила в студии Sound Art. Продюсером выступил Брайан Бейкер. Богато текстурированный и безупречно записанный, альбом представляет собой часовую любовную историю. Для достижения такого результата на дебютной пластинке группе пришлось заручиться материальной поддержкой родителей братьев Фёрстенфелдов. Их отец, Дэн, являлся менеджером группы и устраивал выступления «Blue October» в Далласе и других частях Техаса, а мать, Роки, во время концертов продавала товары группы.
Альбом получился очень грустный и, по словам вокалиста Джастина Фёрстенфелда, слушать его по этой причине ему самому не хочется. В альбоме он старался подражать любимому музыканту Питеру Гэбриелу, что придало своеобразный английский акцент его вокалу. 
Это был хороший дебют: было продано 6 тысяч копий только в Хьюстоне. 
Благодаря связям через фанов с локальной телевизионной сетью ABC, «Blue October» удалось назначить выступление на утренних новостях. Это было первое выступление группы на телевидении, в прямом эфире.

### Consent to Treatment
«Blue October» обратили на себя внимание ведущих записывающих лейблов. В 1998 году во время выступления в ресторане морепродуктов Pappadeaux Cafe в Хьюстоне их приметил случайно оказавшийся там бывший менеджер Кид Рока Майкл Рэнд. Он организовал группе прослушивание в Нью-Йорке у руководителя Universal Music Group Дага Морриса. В 1999 году они подписали контракт с Universal Records на выпуск их второго альбома Consent To Treatment.
В это время группу покинула бас-гитаристка Лиз Маллалай (она не хотела ради группы переезжать в другой город. Сейчас работает графическим дизайнером и поддерживает дружеские отношения с участниками группы) и ей на смену пришёл Мэтт Новески, который быстро вписался в коллектив. Он стал соавтором песни James, а также создал обложку для альбома. Кроме того, в январе 2000 года в состав добавился пятый участник — гитарист Брэнт Коултер. Джастин Фёрстенфелд решил избавиться от гитары, чтобы стать ближе к слушателям во время концертов. По этой причине и был приглашен Коултер. Ему пришлось выучить уже существующие песни, к которым вскоре Джастин добавил десяток новых, в создании которых Коултер уже принимал участие. Однако в октябре 2000 года он покинул группу.
Говоря перед релизом об альбоме, Джастин Фёрстенфелд признавался:
Для меня не важны миллионные продажи, достаточно возможности просто создавать музыку. Но если альбом достигнет успеха, я буду счастлив. Я не очень уверен, готов ли мир к выходу альбома, готов ли Хьюстон, готовы ли мои родители, однако сам я готов, а остальное меня уже не волнует.
Universal Records ожидали от «Blue October» оптимистичного альбома для любителей нью-метала. Кроме того, лейбл настаивал на том, чтобы «Blue October» избавились от скрипки. И, разумеется, ожидались большие продажи альбома. Группа отстояла наличие скрипки в своем арсенале, что не очень понравилось лейблу. Альбом не оправдал возложенных ожиданий, поскольку не достиг запланированного успеха. Песни группы отказывались ставить в ротацию на радио, даже в их родном городе. Было продано около 15 тысяч копий пластинки, из-за чего Universal Records перестали сотрудничать c «Blue October» в середине 2001 года. Иронично, третий альбом группы, History For Sale является отзывом о контроле, который лейбл поставил на группу в процессе записи Consent to Treatment.
Джастин Фёрстенфелд решил на какое-то время заняться сольным проектом 5591.

### History For Sale
После расставания с лейблом в группе произошли изменения. В 2001 к группе присоединился новый гитарист Си Би Хадсон, заменивший Брэнта Коултера. В октябре 2002 года по личным причинам группу покинул Мэтт Новески, которого заменил Дуэйн Кэйси, представленный как новый участник группы 25 декабря. На двоих они сыграли партии бас-гитары на альбоме History For Sale. Дуэйн Кэйси после записи альбома также покинул группу в августе 2003 года. Бас-гитара перешла к Пайпер Ски. Она оставила след в истории «Blue October» на съемках концертного альбома Argue with a Tree.... Однако и она надолго не задержалась, покинув группу в конце 2004 года, выйдя замуж за менеджера группы Майкла Свинфорда. Мэтт Новески вернулся и с тех пор является неизменным участником «Blue October».
Собственными силами группа выпустила альбом History For Sale на лейбле Brando Records. Как написал Джастин Фёрстенфелд в биографии группы на официальном сайте, новый альбом стал своеобразной формой мести их старому лейблу. Альбомом History For Sale «Blue October» хотели показать, что они занимаются музыкой не для создания радио-хитов, а для того, чтобы приблизиться к своим слушателям.
Альбом стал неожиданно популярным, продажи намного превысили ожидания, вследствие чего Universal вновь предложили группе сотрудничество. По рассказам Майкла Свинфорда из "Rainmaker Artists", Universal пригласили группу в Нью-Йорк на прослушивание. Перед руководством лейбла группа исполнила новую песню "Somebody", написанную про события расставания с лейблом, завершив ее исполненными со средним пальцем словами:
So here we are now, face to face
And I’m f***ing you
В итоге, стороны пришли к соглашению, о чём свидетельствует обновленная биография на сайте: «Мы рады возможности поработать вновь. Мы обнялись, поцеловались, загладили вину и теперь у нас лучший секс в жизни». Вскоре, Universal переиздали History For Sale.
«Blue October» завоевали ещё больше поклонников, когда их сингл Calling You, появившийся в саундтреке к фильму The American Wedding, стали крутить на радио в Далласе. Группу пригласили участвовать на большом ежегодном концерте, также известном под названием «Edgefest». Позже, песни Inner Glow и Razorblade стали хитами. Тем не менее, сингл Calling You оставался наибольшим успехом группы вплоть до 2006 года.
В 2004 году группа выпустила концертный CD и DVD с записью двухчасового выступления в Далласе, состоявшемся 4 июня 2004 года. Диск получил название Argue with a Tree... в честь строчки из песни Weight Of The World, которая впоследствии была включена в альбом Approaching Normal.

### Foiled
В начале 2005 года Джастин Фёрстенфелд переехал в Лос-Анджелес, где начал работу над демо песен для нового альбома. Большинство выбранных песен являлись старыми песнями «Blue October» и его сольного проекта 5591. Однако были и новые композиции, которым, в итоге, и было суждено стать главными хитами группы. Альбом был записан летом 2005 года. Релиз несколько раз откладывался и был перенесен на следующий, 2006 год.
В 2005 году в группу вернулся Мэтт Новески. Он принял участие в записи альбома и последовавшим осенью концертным туром. Первое выступление после возвращения состоялось 18 сентября. Кроме того, данный концерт памятен тем, что тогда состоялась презентация песни Hate Me. Также, в сет-лист группы была возвращена песня You Make Me Smile, которую Мэтт написал совместно с Джастином во время первого периода пребывания Мэтта в составе «Blue October».
В январе 2006 года группа отыграла несколько акустических мини-выступлений на различных радиостанциях США, во время которых «Blue October» активно продвигали песню Hate Me. Очень быстро сингл стал самым часто заказываемым треком на американском радио. Песня добралась в чартe «Modern Rock» журнала Billboard до второго места.
Релиз альбома Foiled состоялся 4 апреля 2006 года. «Blue October» отправились в турне в его поддержку. Однако, не все пошло гладко. 29 апреля, после выступления в городе Клирвотер, штат Флорида, Джастин Фёрстенфелд упал и сломал ногу. Спустя три дня, во время следующего концерта ему пришлось петь сидя в инвалидной коляске. Роль гитариста же перешла Джулиану Мандрэйку. Группе пришлось отменить все выступления до июня. Джулиан выступал вместе с группой вплоть до осени, до момента, когда Джастин Фёрстенфелд выздоровел. Однако, перед концертом 6 ноября Джастин вновь травмировал ногу и группе снова потребовалась помощь Джулиана Мандрэйка. Вместе с ним «Blue October» выступили 14 ноября перед Rolling Stones в Бойсе, штат Айдахо. Последнее выступление Джулиана в составе «Blue October» состоялось 30 ноября в Далласе.
Вторым синглом с альбома стала песня Into the Ocean, появившаяся на радио 17 июля 2006 года. Клип к песне дебютировал на 13 месте на «VSpot Top 20 Countdown» канала VH1 и добрался до 1 места в середине февраля 2007 года.
Последний сингл с четвёртого альбома, She’s My Ride Home, группа сыграла на «Late Night with Conan O’Brien» 25 апреля 2007 года.
22 февраля 2007 года альбом Foiled стал платиновым. К тому моменту было продано 1,4 миллиона копий в США. Оба главных сингла "Hate Me" и "Into the Ocean" также стали платиновыми.
25 сентября 2007 года группа выпустила переиздание четвёртого альбома — Foiled for the Last Time. Издание включало в себя два диска — обновлённый «Foiled» и концертную запись, сделанную 24 марта 2007 года в родном для группы городе Остине.
В августе 2008 года Джастин Фёрстенфелд принял участие в небольшом туре писательницы Стефани Майер по четырём городам Америки. Тур был посвящён выходу четвёртой книги из серии «Сумерки». Сама писательница призналась, что черпала вдохновение в музыке «Blue October». Во время тура Джастин исполнил две песни, которые затем вошли в пятый альбом Approaching Normal. Одна из них, My Never, у поклонников серии теперь прочно ассоциируется с безнадёжным чувством Джейкоба к Бэлле, но в саундтреки к фильмам песни группы не вошли по решению продюсеров кино-саги.

### Approaching Normal
Работа над альбомом Approaching Normal началась в начале 2008 года. В качестве продюсера выступил Стив Лиллиуайт, известный по своей работе с Питером Гэбриэлом, The Smiths, U2 и Travis. Запись альбома была завершена 24 октября 2008 года, а 8 января следующего года материал нового альбома был полностью сведён.
Первый сингл Dirt Room начал активно ротироваться на американских радиостанциях в начале декабря 2008. Синглу удалось подняться лишь на 12 строчку в «Hot Modern Rock Tracks» журнала Billboard. 7 января «Blue October» сделали подарок, выложив для свободного скачивания бонус-трек к будущему альбому, песню Graceful Dancing. Довольно старая песня, ранее исполнялась во время сольных концертов Джастина Фёрстенфелда под псевдонимом 5591. 10 февраля песня Kangaroo Cry появилась в официальном саундтреке к сериалу «NCIS».
Релиз пятой студийной пластинки Approaching Normal состоялся 24 марта 2009 года. Одновременно с выходом альбома была выпущена книга Джастина Фёрстенфелда под названием «Crazy Making». В ней он делится историей и эмоциями, связанными с каждой песней, выпущенной на пяти альбомах группы. Спустя месяц, 24 апреля, вышел второй сингл с альбома — Say It. В течение 2009 года «Blue October» совершили два гастрольных тура по США и дважды посещали Европу с концертами. Второй гастрольный тур по Штатам был посвящён помощи людям, имеющим психологические проблемы и склонным к самоубийству, он получил название «Pick Up The Phone Tour». Вокалист группы, Джастин Фёрстенфелд, даже выступил с обсуждением данной проблемы перед Конгрессом США. Однако 22 октября поступила неожиданная новость — Джастин был госпитализирован с сильными психологическими проблемами. Причиной послужила новость от жены, что она подает на развод. События госпитализации позднее были описаны в песне "The Flight (Lincoln to Minneapolis)". Вскоре он был выписан, однако, гастрольный тур группа была вынуждена отменить. До окончания года было сыграно всего 3 концерта. Чтобы не расстраивать поклонников, «Blue October» сделали им подарок на День Благодарения- в своём официальном интернет-магазине группа сделала бесплатную раздачу четырёх бонус-треков с последнего альбома, ранее доступных лишь обладателям версии, выпущенной на виниле.

### Any Man In America
Весной 2010 года Джастин Фёрстенфелд неоднократно в интервью заявлял, что материал для шестого по счету студийного альбома группы уже готов и скоро группа приступит к записи. Большая часть материала была написана после госпитализации в конце 2009 года. 1 июня в микроблоге появилось сообщение, что группа приступила к подготовительной работе над альбомом. Продюсером стал Тим Палмер, работавший с такими музыкантами как David Bowie, Robert Plant, The Cure, U2, HIM, Ozzy Osbourne, Duran Duran и другими. Запись проходила в «Matchbox Studios» в городе Остин.
В конце июля группа дала 5 акустических выступлений в городах Остин, Даллас и Хьюстон (все из штата Техас). Одно из них, концерт в Остине 22 июля, было записано для последующего релиза. Концертный альбом получил название Ugly Side: An Acoustic Evening With Blue October, его релиз состоялся 10 мая 2011 года.
В октябре 2010 года закончилось почти двухлетнее турне в поддержку альбома Approaching Normal, а спустя месяц группа вернулась в студию. Согласно сообщению в микроблоге, по состоянию на 8 декабря было записано уже 10 песен. Одну из них под названием «Honesty» Джастин Фёрстенфелд исполнил во время акустического выступления 2 декабря.
Вечером 14 декабря на официальном форуме было опубликовано сообщение менеджера группы Майка Свинфорда , сообщающее о том, что в поисках новых вызовов группу покинул гитарист Си Би Хадсон. Кроме того, Чарльз решил проводить больше времени со своей семьей. «Blue October» объявили поиск нового гитариста. На время поисков к группе вновь присоединился Джулиан Мандрэйк который в 2006 году выступал с группой после травмы Джастина Фёрстенфелда. 
3 апреля 2011 Джастин Фёрстенфелд анонсировал, что новый альбом будет выпущен на лейбле, основанном самой группой - Up/Down Records, а продвижением будет заниматься компания «RED Distribution», подразделение Sony для независимых исполнителей. Причиной второго разрыва с Universal Music Group стала предложенная "Сделка в формате 360", предлагающая музыкантам больше поддержки во всех аспектах, но предполагающая, что часть доходов, не связанных с продажей альбомов (продажа товаров группы, доходы от гастролей), будет идти лейблу. Группа отказалась и предпочла стать независимой. 
Релиз шестого студийного альбома под названием «Any Man In America» состоялся 16 августа 2011 г. Альбом рассказывает о разводе Джастина Фёрстенфелда с женой, суде по разделу имущества и правам опеки над дочерью Блю. В альбоме был допущен ряд нелицеприятных высказываний в адрес судебной системы, что в дальнейшем создало много проблем музыканту. 
С этого альбома было выпущено 3 сингла - «The Chills», «The Feel Again (Stay)» и «The Worry List», на каждое из которых был выпущен видеоклип.

### Sway
В начале 2012 года семье Джастина Фёрстенфелда стало известно, что он употребляет тяжелые наркотики. В мае того же года члены семьи, участники группы и друзья поставили ему ультиматум - либо наркотики, либо группа распадается и беременная невеста Сара от него уходит и он никогда не увидит ребенка. Джастин признал проблему и на два месяца отправился в специализированное учреждение. С 10 мая 2012 года по настоящее время он абсолютно трезв. 
В октябре 2012 г. Джастин Фёрстенфелд объявил, что материал для следующего студийного альбома уже готов и в начале следующего года группа отправится в студию. Продюсером будущего альбома назван Дэвид Кастелл, работавший в этом качестве над альбомами History For Sale и Foiled. Выход первого сингла предварительно намечен на февраль 2013 г., предполагается, что это будет песня «Things We Do At Night». Кроме этой песни на тот момент были подтверждены ещё две - «A Skirt Undressed» и «Light You Up», которая впервые была исполнена 21 сентября 2012 г. в городе Клируотер (Флорида). 
18 декабря 2012 г. группа выпустила сингл на старую песню «The Scar» из сольного творчества Фёрстенфелда под псевдонимом 5591.
14 января 2013 ударник группы Джереми Фёрстенфелд сообщил, что группа начала репетиции нового материала, которые продлились до 30 января. Спустя неделю группа отправилась в студию. Вскоре, Джастин Фёрстенфелд назвал список песен, которые появятся на новом альбоме: «Angels in Everything», «Bleed Out», «Debris», «Fear», «Hard Candy», «Light You Up», «Snow Globe», «Still Broken», «Sway», «Things We Do at Night» и «Things We Don't Know». Большинство песен написаны специально для этого альбома, кроме песни «Still Broken», которая была оригинальной песней первой группы Джастина The Last Wish с альбома The First of February (1995). Запись альбома продлилась до 27 марта, однако уже второго апреля Джереми Фёрстенфелд сообщил, что записанный материал их не устроил и в конце апреля группа планирует возвращение в студию. 
Дата выхода нового альбома намечена на 20 августа 2013 г., он получил название Sway. В его качестве первого сингла выбран трек «Bleed Out».
2 апреля 2013 г. группа запустила сбор средств на выпуск нового альбома на проекте PledgeMusic. В обмен на средства поклонников группа предложила большое количество бонусов разной степени эксклюзивности, вплоть до персональных выступлений, совместного творчества с Джастином или пожизненных ВИП пропусков на все концерты группы. Всего за 3 дня удалось собрать требуемую сумму. 
В записи альбома не принимал участие Джулиан Мандрэйк, позже выяснилось, что он покинул группу. Бывший гитарист группы Си Би Хадсон, ушедший в конце 2010 г., посетил студию, после чего принял участие в трёх первых концертах 2013 г. в родном для группы Техасе, а 5 апреля во время сольного выступления Джастин Фёрстенфелд сообщил поклонникам, что Си Би Хадсон возвращается в группу. 
В ноябре 2013 г. Blue October отправились европейский тур в поддержку седьмого студийного альбома, в рамках которого впервые выступили в Москве (Известия Hall, 7 ноября), Санкт-Петербурге (A2, 8 ноября) и Киеве (Music Palace, 9 ноября).
Сразу после выхода альбома группа выпустила бонусный акустический Debris EP для участников сбора средств на проекте «PledgeMusic». EP нигде не продавался и не был выпущен на физических носителях, был доступен для скачивания только на сайте проекта «PledgeMusic».
20 ноября 2015 года группа выпустила концертный альбом Things We Do At Night (Live from Texas) в формате DVD/CD.

### Сторонние проекты
В 2014 году группа взяла небольшой перерыв, связанный с рождением близнецов в семье Райана и дочери Джереми. 
Джастин во время этой паузы записал сольный акустический альбом Songs from an Open Book, а также дал несколько концертных туров. 
Кроме того, Джастин Фёрстенфелд, Джереми Фёрстенфелд, Мэтт Новески совместно со Стивом Шильцем собрали группу Harvard Of The South. Коллектив записал дебютный мини-альбом Miracle (EP), а также дал несколько выступлений перед концертами «Blue October». EP Miracle был выпущен в октябре 2014 года. В 2015 году планировался выход полноценного альбома, но к настоящему моменту так и не вышел.

### Home
Первое упоминание о начале работы над новым альбомом было сделано группой в официальном аккаунте в сети Twitter 13 февраля 2015 года. Джастин сообщил, что у него готовы две новые песни "Wake Up" и "Fascinating Drop".
Вскоре он выложил список песен, которые рассматриваются в качестве кандидатов для включения в новый альбом - в списке были невошедшие в итоговый вариант альбома треки "Naked" и "Don't Leave" (обе написаны при участии рэпера Ray C), "A Skirt Unzipped" (изначально планировалась для альбома "Sway"). 
Студийная запись нового альбома началась в июле, а 4 ноября группа объявила, что запись альбома завершена. Продюсером снова выступил Тим Палмер. Средства для выпуска альбома были собраны на краудфандинговом проекте «PledgeMusic».
В работе над альбомом принял участие Си Би Хадсон, однако вскоре он покинул группу из-за повреждения ключицы. В качестве временного участника его заменил Мэтью Острэндер.
Выход альбома "Home" состоялся 22 апреля 2016, он состоял из 11 песен, что стало самым коротким результатом среди альбомов группы. Альбом дебютировал на 19 месте в главном чарте Billboard 200, а в отдельных чартах Billboard Rock Albums Chart, Alternative Albums Chart и Independent Albums Chart альбом сразу занял 1 место.

### I Hope You’re Happy
Вскоре после выхода альбома "Home" Джастин Фёрстенфелд начал работу над новым альбомом. Писать песни ему помогали временные участники группы Мэтью Острэндер (позднее покинул группу, чтобы сосредоточиться на собственном творчестве) и Уилл Наак (в настоящий момент официально является пятым участником группы). 
Новый альбом "I Hope You’re Happy" продолжил оптимистичную линию, заданную предыдущим альбомом. Джастин Фёрстенфелд перестал концентрироваться на себе и своих проблемах и начал писать песни о людях, которые его окружают. Альбом стал первым полностью спродюсированным самим Джастином Фёрстенфелдом. Тим Палмер помогал лишь с микшированием финального варианта. 
Альбом вышел 17 августа 2018 года и добрался до 28 места в чарте Billboard 200.
27 февраля 2019 года в рамках европейского тура группа посетила Москву. 29 ноября 2019 года группа выпустила концертный альбом "Live From Manchester", который был записан в феврале того же года в Манчестере, Лондоне и Брайтоне. Концертный альбом ознаменовал завершение цикла альбома "I Hope You’re Happy".

### This Is What I Live Forи документальный фильмGet Back Up
В октябре 2020 года запланирован выход десятого студийного альбома под названием This Is What I Live For. Работа над альбомом завершена в мае. Первый сингл вышел 28 февраля, им стал Oh My My.
Группа планирована начать тур с презентацией новых песен в марте 2020 года, но из-за пандемии коронавируса и объявленного в США положения ЧС, группа была вынуждена перенести гастроли. Во время вынужденной паузы была завершена работа над новым альбомом. Джастин Фёрстенфелд дважды в неделю из домашней студии вел прямые эфиры - по вторникам помогал людям справиться с психологическими проблемами, разбирая пошагово программу анонимных алкоголиков, а по пятницам общаясь со слушателями и исполняя песни - за время эфиров были исполнены многие старые песни группы, часть песен с нового альбома, а также кавер-версии песен других музыкантов. Чтобы поддержать участников группы финансово на время вынужденной паузы Джастином Фёрстенфелдом раз в две недели проводились акустические концерты на площадке "StageIt" - особенного внимания заслуживают концерты, где были полностью исполнены альбомы Foiled (16 апреля), History For Sale (1 мая), The Answers и Consent To Treatment (оба альбома исполнены 29 мая), Approaching Normal (12 июня), а также все синглы за время существования группы (15-16 мая). Кроме того, группа в полном составе провела несколько онлайн-концертов. 
21 мая 2020 после семи лет работы вышел документальный фильм Get Back Up.

### Spinning The Truth Around
За время пандемии Джастин Фёрстенфелд написал большое количество новых песен, в которых отразились происходившие в его жизни события и перемены. В 2020 году начались проблемы с отношениях с женой Сарой, которые в итоге привели к расставанию пары. Именно эта личная история нашла отражение в новом альбоме Spinning The Truth Around, который было решено выпустить в двух частях - 14 октября 2022 года и в январе 2023 года. 
Первым синглом с первой части альбома Spinning The Truth Around (Part I) стала заглавная песня, релиз которой состоялся 14 июля 2022 года. 
25 августа 2022 года было объявлено, что по окончании осеннего тура по США группу покидает гитарист Уилл Наак, который решил присоединиться к группе кантри-музыканта Паркера МакКоллума. На его место планируется взять сразу двух музыкантов - Стива Шильца, который уже много лет сотрудничает с группой, а также колумбийскую гитаристку Сьюз Васкес. Вероятнее всего, Шильц будет принимать участие в студийной работе, а Васкес - в гастрольных турах.

## Дискография
Студийные альбомы:
- The Answers (1998)
- Consent to Treatment (2000)
- History for Sale (2003)
- Foiled (2006)
- Approaching Normal (2009)
- Any Man in America (2011)
- Sway (2013)
- Home (2016)
- I Hope You’re Happy (2018)
- This Is What I Live For (2020)
- Spinning The Truth Around (Part I) (2022)